# Xiang Huai Lu
Xiang Huai Lu (translitera al chino 陆湘怀) ( n. ? ) es un micólogo, y botánico chino.
- La abreviatura «X.H.Lu» se emplea para indicar a Xiang Huai Lu como autoridad en la descripción y clasificación científica de los vegetales.[1]